# 刘守培
刘守培（1953年7月—），四川什邡人，汉族，中华人民共和国政治人物、第十二届全国人民代表大会四川地区代表。
毕业于四川省工商管理学院工商管理专业，在职研究生。1976年3月加入中国共产党，1970年12月参加工作。担任四川省雅安市委副书记、市长。全国第十一届人大代表。2013年，担任全国人大代表。现任德阳市第七届人大常委会主任。